# Gewone papierschelp
De gewone papierschelp (Thracia papyracea) is een dunschalige en vrij langwerpige schelp. 
Het voorste spierindruksel is duidelijker dan het achterste. De mantelbocht is diep.

## Kenmerken
De top ligt ongeveer in het midden. De linkerklep is iets boller dan de rechterklep.  De voorzijde is afgerond.  De achterzijde is meestal hoekig, soms rond afgeknot.  Vanuit de top loopt een schuine plooi naar de achterzijde. De oppervlaktestructuur bestaat uit fijne concentrische groeilijnen en een microscopische korreltjesstructuur, die op het hoekige achterveld het duidelijkst is. Slottanden ontbreken.
De lengte van de schelp is ongeveer 25 tot 30 millimeter, de schelphoogte is 15 à 20 millimeter. De kleur is geelwit tot wit, de opperhuid is bruingeel, maar slijt snel af.
Rechter en linker klep van hetzelfde exemplaar:

Rechter klep
Linker klep

## Voorkomen
Deze schelp komt langs de zuidoostelijke Noordzeekust alleen plaatselijk voor, met name op diepten van 20 meter en meer.  In Bretagne komt deze schelp algemeen voor. De dieren leven ingegraven in een fijnere zand- of slibbodem, vanaf het sublitoraal tot diepten van enkele tientallen meters.